# 天統 (北斉)
天統（てんとう）は、南北朝時代の北斉において、後主の治世に使用された元号。565年4月 - 569年4月。

## 西暦・干支との対照表
| 天統 | 元年  | 2年   | 3年   | 4年   | 5年   |
| 西暦 | 565年 | 566年 | 567年 | 568年 | 569年 |
| 干支 | 乙酉  | 丙戌  | 丁亥  | 戊子  | 己丑  |